# Cischweinfia pusilla
Cischweinfia pusilla är en orkidéart som först beskrevs av Charles Schweinfurth, och fick sitt nu gällande namn av Robert Louis Dressler och Norris Hagan Williams. Cischweinfia pusilla ingår i släktet Cischweinfia och familjen orkidéer.

## Underarter
Arten delas in i följande underarter:
- C. p. furcata
- C. p. pusilla